# Bretonische Musik
Die bretonische Musik hat eine im Vergleich zur übrigen Musik in Frankreich eigenständige Tradition. Die Bretagne liegt im Nordwesten Frankreichs und gehört sprachlich zum inselkeltischen Bereich.

## Typen
Die bretonische Musik lässt sich je nach „Verwendungszweck“ in zwei Typen unterteilen:

### Tanzmusik (Fest-noz)
Diese wird bevorzugt beim Fest-noz oder Bal Folk von Instrumental- oder Vokalgruppen vorgetragen. Sowohl Instrumental- als auch Vokalrepertoire wird dabei fast immer nach der Art des Wechselgesangs (bret.: Kan ha diskan) vorgetragen, wobei der Partner jeweils kurz vor dem Ende einer musikalischen Phrase in den Vortrag einfällt. Dieser Musiktyp ist ganz auf Tanzbarkeit ausgelegt. Anders als in den benachbarten keltischen Ländern (Schottland, Irland, Wales) ist es die Regel, dass auch tatsächlich getanzt wird, wobei bei manchen Festivals die Zahl der Tänzer in die Tausende gehen kann. Die bretonischen Tänze haben zumeist die Form von Ketten-, Reihen- oder Kreistänzen. Die Reigen können eine hohe Anzahl von Tänzern einbinden.

#### Rhythmen
Der dominierende Rhythmus ist der 4/4-Takt, der manchmal gerade gespielt wird (Dañs plinn, An Dro, Pache Pie), häufiger jedoch punktiert bzw. triolisch-swingend auftritt (zum Beispiel Laridée 8-temps, Gavotte de Montagne, Dañs Fisel, Rond de Saint-Vincent, Kost ar c'hoat). Der 3/2-Takt ist seltener (Hanter-dro, Laridée 6-temps). Noch seltener sind ungerade Takte, wie sie vor allem beim (nicht tanzbaren) marche zu beobachten sind. Einige Tänze alternieren zwischen 6-er und 4-er Takten. (Hanter Dro-An Dro, Tricot).
Im Vergleich zur irischen Musik fällt auf, dass die Melodien weitaus mehr Synkopen aufweisen, während bei irischen Jigs oder Reels in der Regel auf jeden Schlag ein Ton der Melodie entfällt.

#### Instrumentierung

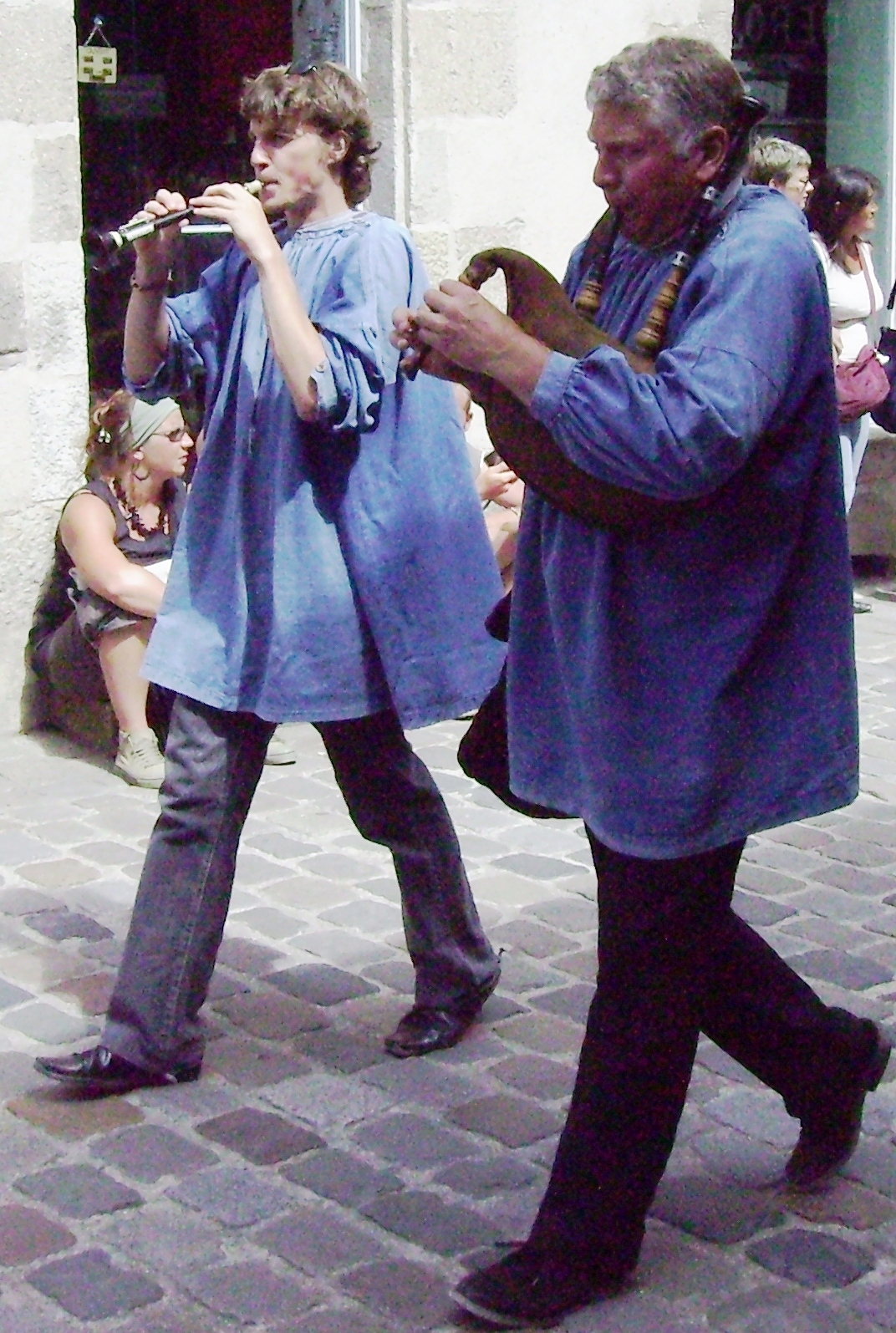
Bombarde und Binioù kozh bei Festzug in Guérande

Die klassische Instrumentierung besteht, wenn auch regional unterschiedlich im 19. Jahrhundert vorzufinden, aus
- einem Sängerduo; oder
- einem Duo mit der bretonischen Schalmei, der Bombarde und dem Dudelsack Binioù kozh oder
- einem Duo mit Violine und Akkordeon.
- Klarinette

Der Zusammenklang von Bombarde und Binioù kozh ist dabei heute anscheinend für die Bretagne besonders charakteristisch. Beide Instrumente sind laut, wobei die Bombarde als durchdringend und grell bezeichnet werden kann. Der Klang ähnelt dem der Rauschpfeife und der Zurna, ist aber noch schärfer und obertonreicher als bei den beiden Instrumenten.
Seit dem Folk-Revival der 1970er Jahre haben jedoch zahlreiche weitere Instrumente Einzug gehalten. So gehören E-Bass, Percussion/Schlagzeug, Gitarre und die irische Holzquerflöte zum Aufgebot bretonischer Musik-Gruppen. Ebenso ist die Kombination von Vokal- und Instrumentalmusik heute absolut gängig.

### Erzählende Lieder
Hierzu gehören etwa Seefahrergesänge und Klagelieder, die sogenannten Gwerzioù. Dieser Musiktyp wird traditionell oft von einem unbegleiteten Sänger oder einer Sängerin vorgetragen, der oder die dabei in einer relativ hohen Tonlage singt.
Die Gwerzioù werden dabei meist in einem freien Rhythmus vorgetragen, der sich nach dem Inhalt des Stücks und der Emotion des Sängers/der Sängerin richtet. Gwerzioù können historische Ereignisse oder Legenden besingen, aber auch aktuelle Ereignisse wie etwa die Ölpest an der bretonischen Küste nach dem Untergang des Frachters Amoco Cadiz, die in dieser Form besungen wurde. Gwerzioù werden zumeist in bretonischer Sprache gesungen.
Zu den bekanntesten Interpreten dieser Liedform gehören u. a. Erik Marchand, Yann-Fañch Kemener, Denez Prigent und Annie Ebrel.

## Geschichte
Bis zum Zweiten Weltkrieg war die bretonische Musiktradition im Niedergang begriffen. Das erste Anzeichen einer Revitalisierung war das Auftreten der Bagadoù in den 1950er Jahren. Eine Bagad ist eine nach dem Vorbild der schottischen Pipes & Drums geformte Gruppe, in der neben traditionellen Bombarden und Binoù kozh auch schottische Great Highland Bagpipes, tiefere Varianten der Bombarde und Schlaginstrumente mitspielen. Die bekanntesten Vertreter dieses Genres sind die Bagad Kemper aus der Stadt Quimper (bret. Kemper) und die Bagad de Lann-Bihoué der französischen Marine aus Lorient.
Der große Aufbruch kam allerdings erst in den 1970er Jahren. Alan Stivell war der erste Musiker, der unter dem Einfluss des angelsächsischen Folk-Rock bretonische Volksmusik mit E-Gitarre, Schlagzeug und weiteren Rock-Instrumenten kombinierte. Seine gefeierten Auftritte im Pariser Olympia gehören wahrscheinlich zu den einflussreichsten Zeugnissen bretonischer Musik im 20. Jahrhundert, auch da er mit der Betonung der bretonischen Sprache und dem Rückgriff auf keltische Mystik den Nerv der Zeit traf.
Neben elektrischen und elektronischen Instrumenten ist auch die Einführung der Keltischen Harfe in die bretonische Musik ein Verdienst Stivells. Allerdings scheint diese Innovation weit weniger nachhaltig gewirkt zu haben, denn in heutigen Besetzungen ist die Harfe eher selten zu finden.
Ebenso wie Stivell setzten auch Tri Yann aus Nantes früh auf die Fusion von Volksmusik, Folk und Rock, wobei sie fast ausschließlich in französischer Sprache singen und inhaltlich eher politisch als mystisch ausgerichtet sind. Gleichzeitig wurde Diaouled ar Menez (deutsch: „Die Bergteufel“) bekannt. Sie singen ausschließlich bretonische Texte.
Nach den von Stivell und Tri Yann maßgeblich mitgeprägten „wilden Jahren“ dominierten in den späten 1980er und 90er Jahren Gruppen, die eher dem Genre Folk als Folk-Rock zuzurechnen sind. Gruppen wie Gwerz, Skolvan oder Bleizi Ruz zeigen sich in ihren Interpretationen teilweise stark vom irischen Folk-Revival beeinflusst. Jean-Michel Veillon, Flötist der Gruppe Barzaz etablierte dabei die irische hölzerne Querflöte in der Bretagne. Ihre Musik verzichtet weitgehend auf verzerrte E-Gitarren und hämmernde Schlagzeugbatterien, jedoch nicht auf Innovation. So haben etwa Bleizi Ruz und Gwerz erstmals Elemente der Musiken Südosteuropas, vor allem aus Bulgarien und Rumänien integriert, einschließlich der dort üblichen ungeraden Rhythmen.
Der Pianist Didier Squiban hat mit seinen Kombinationen von traditioneller bretonischer Musik, Jazz-Improvisation und klassischem Romantizismus das Instrumentarium der modernen bretonischen Musik um das Klavier bereichert.
Insgesamt haben weltmusikalische Einflüsse seit den 90er Jahren in der Bretagne deutlich zugenommen. Der Sänger Erik Marchand veröffentlichte 1991 mit An Tri Breur ein Album, auf dem er bretonische Gwerzioù und Tänze begleitet von indischen Tablas und der arabischen Laute Oud interpretierte. 1993 erntete seine Zusammenarbeit mit der Roma-Kapelle Taraf de Caransebeş aus dem rumänischen Banat begeisterte Kritiken.
Zwischenzeitlich sind zahlreiche andere Interpreten ähnliche Kooperationen eingegangen, sodass Fusionen zwischen bretonischen und zentralafrikanischen Musikern oder eine berberisch-bretonische Koproduktion wie die Gruppe Thalweg keine besondere Aufregung mehr hervorrufen. Eher ungewöhnlich war es, als 1998 mit L'Occidental de Fanfare erstmals eine hochkarätige Gemeinschaftsproduktion bretonischer Musiker mit solchen aus einer anderen französischen Region, der Gascogne, die Festivalbühnen Europas betrat.
Zu den neueren Entwicklungen zählt auch die Fusion traditioneller bretonischer Musik mit Hip-Hop (zum Beispiel Manau), Rap, Raï (Startijenn), Techno oder gar Grunge im Nirvana-Stil. Der Sänger und Musiker Pascal Lamour mischt bretonischen Gesang und das Spielen bretonischer Instrumente mit Ambient- und Trance-Musik. Insgesamt bleibt die bretonische Musikszene auch im 21. Jahrhundert innovativ und lebendig.

## Festivals
Die großen bretonischen Festivals wie etwa das Festival Interceltique in der Stadt Lorient, das Festival de Cornouaille in Quimper und das Festival Yaouank in Rennes werden alljährlich von hunderttausenden Besuchern besucht.